# Chandrika Mallawarachchi
Chandrika Mallawarachchi (singhalesisch චන්ද්‍රිකා මල්ලවාරච්චි; * um 1950) ist eine sri-lankische Badmintonspielerin. 

## Karriere
Chandrika Mallawarachchi gewann 1971 ihre ersten beiden nationalen Titel in Sri Lanka, gefolgt von 15 weiteren Titeln bis 1977. Sie war insgesamt fünfmal im Mixed, siebenmal im Einzel und fünfmal im Doppel erfolgreich. 

## Sportliche Erfolge
| Saison | Veranstaltung               | Disziplin   | Platz | Name                                         |
| ------ | --------------------------- | ----------- | ----- | -------------------------------------------- |
| 1971   | Sri-lankische Meisterschaft | Damendoppel | 1     | Amitha Silva / Chandrika Mallawarachchi      |
| 1971   | Sri-lankische Meisterschaft | Dameneinzel | 1     | Chandrika Mallawarachchi                     |
| 1972   | Sri-lankische Meisterschaft | Dameneinzel | 1     | Chandrika Mallawarachchi                     |
| 1972   | Sri-lankische Meisterschaft | Mixed       | 1     | Ranjit de Silva / Chandrika Mallawarachchi   |
| 1973   | Sri-lankische Meisterschaft | Dameneinzel | 1     | Chandrika Mallawarachchi                     |
| 1973   | Sri-lankische Meisterschaft | Damendoppel | 1     | D. Mallawarachchi / Chandrika Mallawarachchi |
| 1973   | Sri-lankische Meisterschaft | Mixed       | 1     | A. R. T. de Silva / Chandrika Mallawarachchi |
| 1974   | Sri-lankische Meisterschaft | Dameneinzel | 1     | Chandrika Mallawarachchi                     |
| 1974   | Sri-lankische Meisterschaft | Mixed       | 1     | A. R. T. de Silva / Chandrika Mallawarachchi |
| 1974   | Sri-lankische Meisterschaft | Damendoppel | 1     | D. Mallawarachchi / Chandrika Mallawarachchi |
| 1975   | Sri-lankische Meisterschaft | Damendoppel | 1     | D. Mallawarachchi / Chandrika Mallawarachchi |
| 1975   | Sri-lankische Meisterschaft | Dameneinzel | 1     | Chandrika Mallawarachchi                     |
| 1975   | Sri-lankische Meisterschaft | Mixed       | 1     | A. R. T. de Silva / Chandrika Mallawarachchi |
| 1976   | Sri-lankische Meisterschaft | Mixed       | 1     | Ravi Kuruppu / Chandrika Mallawarachchi      |
| 1976   | Sri-lankische Meisterschaft | Damendoppel | 1     | D. Mallawarachchi / Chandrika Mallawarachchi |
| 1976   | Sri-lankische Meisterschaft | Dameneinzel | 1     | Chandrika Mallawarachchi                     |
| 1977   | Sri-lankische Meisterschaft | Dameneinzel | 1     | Chandrika Mallawarachchi                     |